# 마커스 멈퍼드
마커스 멈퍼드(Marcus Mumford, 1987년 1월 31일 ~ )는 영국의 싱어송라이터이다. 잉글랜드 포크 록 밴드 멈퍼드 & 선스에서 리드 보컬과 기타를 맡고 있다. 스티븐 스필버그 (Steven Spielberg)는 7월 3일 뉴욕의 고등학교 체육관에서 촬영 된 노래의 뮤직 비디오를 감독했다.